# Heudreville-en-Lieuvin
Heudreville-en-Lieuvin es una localidad y comuna francesa situada en la región de Alta Normandía, departamento de Eure, en el distrito de Bernay y cantón de Thiberville.

## Demografía
| 177 | 154 | 122 | 117 | 108 | 106 |
| Para los censos de 1962 a 1999 la población legal corresponde a la población sin duplicidades (Fuente: INSEE [Consultar]) |     |     |     |     |     |

## Administración

### Entidades intercomunales
Heudreville-en-Lieuvin está integrada en la Communauté de communes du canton de Thiberville . Además forma parte de diversos sindicatos intercomunales para la prestación de diversos servicios públicos:
- S.A.E.P de Thiberville.
- Syndicat de l'électricité et du gaz de l'Eure (SIEGE).
- Syndicat d'assainissement de la région du Vièvre.
- Syndicat d'Eau de la Région du Lieuvin (SERL).
- S.I.V.O.S du regroupement pédagogique du Nord Ouest.

### Riesgos
La prefectura del departamento de Eure incluye la comuna en la previsión de riesgos mayores  (enlace roto disponible en Internet Archive; véase el historial, la primera versión y la última). por:
- Presencia de cavidades subterráneas.
- Riesgos derivados del transporte de mercancías peligrosas.